# Bombyx mandarina
Bướm tằm hoang, tên khoa học Bombyx mandarina, là một loài bướm đêm thuộc họ Bombycidae. Nó có mối quan hệ gần gũi với loài đã được thuần hóa là Bombyx mori (tằm tơ). Loài thuần hóa không biết bay và cần sự chăm sóc của con người, còn loài này vẫn mang các đặc điểm nguyên thủy của bộ lepidoptera. Điểm khác biệt chính về phân loại với loài thuần hóa là chúng có cơ thể mảnh dẻ hơn với đôi cánh phát triển đầy đủ ở con đực và có màu nâu-xám tối.